# Nepomuki Szent János-templom (Hradzsin)
A hradzsini Nepomuki Szent János-templom Prága Hradzsin városrészében, a Kanonok és az U kasáren utca sarkán áll a Hradzsin tértől mintegy 200 méterre, a tér és a városrész Új Világnak nevezett negyede között.

## Története
A Szent Orsolya-rend 1700 körül úgy döntött, hogy egy második kolostort is épít Prágában. A kolostor templomát Szent Annának és Nepomuki Szent Jánosnak kívánták szentelni. A templomot Christoph Dientzenhofer tervei alapján és vezetésével kezdték építeni; az alapkövet 1720. október 20-án rakták le. Miután Dientzenhofer 1722-ben meghalt, a munkát fia, Kilian Ignaz Dientzenhofer vette át, akinek ez volt az első egyházi épülete. Az ifjabb Dientzenhofer elég jelentősen módosította a terveket. A templom 1728-ban, egy évvel János szentté avatása előtt készült el, és 1729-ben szentelte fel František Ferdinand Khünburg prágai érsek.
Az Orsolya-rend mindvégig anyagi gondokkal küzdött, és ezt jelentősen súlyosbította, hogy kétszer is hadisarcot kellett fizetniük — először a svédeknek, majd a poroszoknak. 1784-ben a leromlott állapotú kolostort II. József bezáratta; a 34 apáca a rend újvárosi kolostorába költözött át.
A belső berendezést eladták, az épületet 1861-ig sóraktárnak használták. Václav Vavřinec Reiner értékes festményeit 1727-ben a libereci Észak-csehországi Múzeum kapta meg. 1861 után a prágai evangélikusok vették birtokukba az épületet, és ez lett a pohořeleci laktanya helyőrségi temploma.
A katolikusok 1902-ben kapták vissza templomukat, amit először is felújítottak. Korhű bútorzatát a Lőportorony melletti, Prágai Szent Adalbertnek szentelt és az Újvárosi Városháza építése miatt lebontásra ítélt templomból szállították át.
Az 1948-as kommunista hatalomátvétel után a templomot bezárták, de az egyház hamarosan visszakapta és érseki templommá alakította. Az 1970-es években Karel Stádník szobrászművész terve alapján építették át az oltárt és a szószéket.

Katonai jellegét 2001-ben adták vissza, azóta imádkozó hely a szerte a világon elesett katonákért és a békéért.

## Az épület
A templom ovális alaprajzú, rendhagyóan nyugat felé tájolt barokk csarnoképület. Homlokzatát egy óratorony uralja, ennek fülkéjében Szent István szobra áll.  Nepomuki János szobra angyalok között áll. A főbejárat mellett két, Václav Matěj Jäckl műhelyében készült allegórikus szobor áll volutákon. Egyikük másolat; ennek eredeti példányát a Nemzeti Múzeum Lapidáriumába adták át.

## Belső berendezése
A mennyezeten Václav Vavřinec Reiner freskói Nepomuki Szent János életének epizódjait mutatják be. A Szent Adalbert-templomból áthozott oltár fő képe Jan Kryštof Liška munkája. A fölötte lebegő angyalka egy Václav Matěj Jäckl műhelyében készült szobordísz töredéke, amelyet így, torzó formájában őriztek meg.

## Környezete
A templom északi oldalához csatlakozik az egykori kolostor épülete és udvara.

## Fordítás
Ez a szócikk részben vagy egészben  a   Kostel svatého Jana Nepomuckého (Hradčany) című cseh Wikipédia-szócikk ezen változatának fordításán alapul.  Az eredeti cikk szerkesztőit annak laptörténete sorolja fel. Ez a jelzés csupán a megfogalmazás eredetét és a szerzői jogokat jelzi, nem szolgál a cikkben szereplő információk forrásmegjelöléseként.